# Cantonul Le Tampon-3
Cantonul Le Tampon-3 este un canton din arondismentul Saint-Pierre, Réunion, Franța.